# Chá da Anitta
Chá da Anitta é a primeira turnê promocional da cantora e atriz brasileira Anitta. A turnê iniciou-se oficialmente em 29 de novembro de 2014, na Via Matarazzo em São Paulo, Brasil. Diferente das outras turnês, cada show do Chá da Anitta tem uma temática diferente, com repertório, cenários, figurinos e coreografias desenvolvidos especialmente para a festa.

## Desenvolvimento
Chá da Anitta é uma turnê especial em parceria com o evento musical carioca Chá da Alice. Com proposta diferenciada, a festa leva o público ao universo lúdico de Lewis Carroll, através da decoração composta de cadeiras penduradas, cogumelos gigantes, quadros de alguns personagens da fábula e desenho animado. O público é recebido por quatro atores/personagens: chapeleiro maluco, rainha de copas e gato de cheshire; todos ganham um shot encantado a base de vodka e chá, para adentrarem a atmosfera da festa. Uma festa infantil proibida para menores de 18 anos. Os personagens da fábula circulando em meio ao espaço interagindo com o público, distribuição de brindes e um cenário ambientado para levar o público para dentro da história. Na estreia da turnê anitta se vestiu como "coelhinha", como uma rainha sexy - com direito a coroa e lingerie - e caprichou nas caras e bocas em suas coreografias.

## Repertório
1. Na Batida
2. Não Para
3. Menina Má
4. Medley 1
  1. Hoje
  2. Adoleta
  3. Sem Querer
  4. Break Free
5. Eu Vou Ficar (Interlude)
6. Meiga e Abusada
7. Tá na Mira
8. Deixa Ele Sofrer
9. Cobertor
10. We Belong Together
11. Zen
12. Medley 2
  1. As Quatro Estações
  2. Quando Você Passa (Turuturu)
13. Ritmo Perfeito
14. Movimento da Sanfoninha (Interlude)
15. Medley Funk
16. No Meu Talento
17. Show das Poderosas
18. Blá Blá Blá

1. Na Batida
2. Não Para
3. Menina Má
4. Medley 1
5. Meiga e Abusada
6. Bang
7. Deixa Ele Sofrer
8. Cobertor
9. Medley 2
  1. "As Quatro Estações
  2. "Quando Você Passa (Turuturu)"
10. Zen
11. Ritmo Perfeito
12. Medley 3: Dancers
  1. Man Down
  2. Bitch Better Have My Money
13. Movimento da Sanfoninha (Interlude)
14. Medley Funk
15. No Meu Talento
16. Show das Poderosas
17. Blá Blá Blá

1. Na Batida
2. Não Para
3. Menina Má
4. Meiga e Abusada
5. Medley 1
  1. Hot n Cold
  2. Não Dá pra Não Pensar
  3. Toda Forma de Amor
  4. Não Quero Dinheiro
6. Ritmo Perfeito
7. Bang
8. Deixa Ele Sofrer
9. Essa Mina É Louca
10. Cobertor
11. Zen
12. Cravo e Canela
13. Medley 2
  1. Inesquecível
  2. As Quatro Estações
  3. Quando Você Passa
14. Medley 3
  1. Inesquecível (Part. Kelly Key)
  2. Baba (Part. Kelly Key)
  3. Adoleta (Part. Kelly Key)
  4. Cachorrinho (Part. Kelly Key)
15. Movimento da Sanfoninha (Interlude)
16. Medley Funk
17. No Meu Talento
18. Show das Poderosas
19. Blá Blá Blá
20. Bang (Reprise)

1. Não Para
2. Na Batida
3. No Meu Talento
4. Meiga e Abusada
5. Medley 1
  1. Adoleta
  2. Hot n Cold
  3. Não Dá pra Não Pensar
6. Ritmo Perfeito / Ginza
7. Deixa Ele Sofrer (Blecaute interlude)
8. Cobertor
9. Zen
10. Cravo e Canela
11. Sim
12. Bang
13. Essa Mina É Louca
14. Movimento da Sanfoninha (Interlude)
15. Medley Funk
16. Metralhadora
17. Show das Poderosas
18. Blá Blá Blá

1. Não Para
2. Na Batida
3. No Meu Talento
4. Meiga e Abusada
5. Ritmo Perfeito / Ginza
6. Bang
7. Deixa Ele Sofrer (Blecaute interlude)
8. Cobertor
9. As Quatro Estações
10. Zen
11. Cravo e Canela
12. Essa Mina É Louca
13. Movimento da Sanfoninha (Interlude)
14. Medley Funk
15. Sim ou Não
16. Medley
  1. Needed Me
  2. One Dance
17. Show das Poderosas
18. Blá Blá Blá
19. Bang

## Datas
| Data                   | Cidade         | Estado           | País   | Local                                          |
| ---------------------- | -------------- | ---------------- | ------ | ---------------------------------------------- |
| América do Sul         |                |                  |        |                                                |
| 29 de novembro de 2014 | São Paulo      | São Paulo        | Brasil | Via Matarazzo                                  |
| 12 de dezembro de 2014 | Recife         | Pernambuco       | Brasil | Baile Perfumado                                |
| 26 de dezembro de 2014 | Rio de Janeiro | Rio de Janeiro   | Brasil | Fundição Progresso                             |
| 1º de agosto de 2015   | Brasília       | Distrito Federal | Brasil | NET Live Brasília                              |
| 31 de outubro de 2015  | Rio de Janeiro | Rio de Janeiro   | Brasil | Fundição Progresso                             |
| 2 de janeiro de 2016   | Rio de Janeiro | Rio de Janeiro   | Brasil | Circo Voador                                   |
| 16 de abril de 2016    | Brasília       | Distrito Federal | Brasil | Centro Comunitário da Universidade de Brasília |
| 4 de agosto de 2016    | Rio de Janeiro | Rio de Janeiro   | Brasil | Vivo Rio                                       |
| 16 de setembro de 2016 | Belo Horizonte | Minas Gerais     | Brasil | Serraria Souza Pinto                           |